# Gisela (pigenavn)
 For alternative betydninger, se Gisela. (Se også artikler, som begynder med Gisela)
Gisela er et pigenavn af germansk oprindelse. Navnet kommer fra det oldhøjtyske ord "gisil" ("efterkommer", "af adeligt slægt") eller "gisel" ("stråle", "den strålende"). Der var i 2008 285 danske piger med fornavnet Gisela (+ variationer). Det samme antal som i 2007. Gisele er også brugt i Afrika, hvor det måske stammer fra det hollandske Gisela. Variationer af navnet i forskellige sprog:
- Tysk: Gisela, Giselberta
- Fransk: Gisèle, Giselle
- Italiensk: Gisella
- Polsk: Gizela
- Portugisisk: Gisela

## Kendte Gisela'er
- Gisela – en karolingisk prinsesse, datter af Pipin den lille og søster til Karl den Store
- Gisela Richter – arkæolog
- Gisela Dulko – argentinsk tennisspiller
- Gisela Valcárcel – peruviansk TV-vært
- Gisela – spansk sangerinde
- Gisela Arandia Covarrubia – forfatter